# أبو طلال القاسمي
طلعت بن فؤاد بن قاسم، (من مواليد 1377 هـ - 1957 م في قرية نجع حمادي بمحافظة قنا بمصر) عضو سابق في الجماعة الإسلامية في مصر.

## النشأة والالتزام
طلعت بن فؤاد بن قاسم، أبو طلال القاسمي.
ولد سنة 1377- 1957 م، في قرية نجع حمادي بمحافظة قنا بمصر.
بدأ أبو طلال القاسمي حياته عاشقاً للأدب منذ صباه، وكانت له محاولات أدبيّة وإنتاج واعد في دراسته الثانويّة.
التحق بكليّة الهندسة جامعة المنيا، وهناك -كما كان الحال في كلّ جامعات مصر في منتصف السبعينات- أخذت الصحوة الإسلامية تبعث ضياءها في جنبات البلاد طولاً وعرضاً، فتولّى مسؤولية الجماعة الإسلامية بكليّته، ثمّ أميراً لجامعة المنيا كلّها في الفترة ما بين 1979 و1981، واختير طلعت قاسم ليكون أحد أعضاء المجلس المختار على مستوى الجامعات. تخرج القاسمي من كلية الهندسة.

## الاعتقال
كان أبو طلال القاسمي شديد الولوع بالدعوة إلى الله، والاحتكاك بالناس، لذلك تعرض للابتلاء سريعا، ولأنه يمارس الدعوة العلنية فقد شمله قرار التحفظ الذي أصدره السادات -وذلك وفي سنة 1981 وبالتحديد في الخامس من سبتمبر- بالقبض على 1536 من قيادات العمل العام بمصر، وأكثرهم من أبناء الحركة الإسلامية، واحتجز طلعت فؤاد قاسم بسجن استقبال طره مع من تم القبض عليهم مبكرا.
ومع أحداث المنصة وقيام خالد الإسلامبولي وأصحابه باغتيال السادات والقبض عليهم، عرف قدر طلعت فؤاد قاسم وأنه أحد أبرز أعضاء مجلس شورى الجماعة الإسلامية، بعد أن تحالفت مع الشيخ محمد عبد السلام فرج، وأنه لعب دورا بارزا في إقناع الدكتور عمر عبد الرحمن بتولي إمارة الجماعة.
وكان القاسمي وقت ذاك طريح الفراش وقدَمُه بالجبس فلم يتمكّن من مغادرة بيته رغم تسريب خبر التحفّظ عبر أحد ضبّاط الأمن المتعاطفين في رسالة يحذّر فيها قيادات الجماعة من القبض عليهم خلال أيّام، حيث سارعت كلّ القيادات إلى الاختفاء إلا القاسمي الذي أقعده المرض حتّى قُبِضَ عليه، وكأنّ الأقدار ادّخرته لأمر آخر، إذ كان وجوده في السجن أثناء عمليّة اغتيال السادات سبباً في تخفيف الحكم عليه إلى سبع سنوات وعدم دخوله في قضيّة الاغتيال أصلاً، وإلاّ فإنّه كان من الطبيعي أن يشمله قرار الاتهام باعتباره عضو مجلس شورى التنظيم السرّي للجماعة.
عقب خروج القاسمي من حبسه بعد قضاء سبع سنوات هي مدّة العقوبة المحكوم عليه بها، لم يكد يستقرّ في بيته حتّى انطلق بحماسته المعهودة يدعو إلى الله، وينظّم أمور الشباب في مختلف محافظات مصر حتّى قُبِض عليه بعد بضعة أشهر فقط من خروجه من السجن، وأثناء ترحيله من أحد السجون تمكّن من الهروب بعد أن غافل حارسه، تاركاً معه حقيبته الخاصّة التي جعلت الرجل يطمئنّ إلى أنّه سيعود !

## الهروب من مصر
وتمكّن القاسمي من إعداد أوراق سفر بشخصيّة أخرى، ليغادر مصر مودّعاً لها بعاطفة مشبوبة، بينما هو يحلم باللحظة التي تتحرّر فيها من قبضة الطغاة، وتعود الكنانة ضاحكة السن بسّامة المحيّا.
لقد كان على موعد مع الجهاد في سبيل الله، وهناك فوق أرض أفغانستان المسلمة ضمّ إلى صدره البندقيّة، قد كان ذلك حلمه وأمله، وانطلق يجمع مع قيادات الجماعة إخوانه من شتّى بقاع الأرض عازمين على أن يعودوا رجال مصر الفاتحين، وعلى يد بعض من شارك في إعدادهم كان اغتيال رفعت المحجوب في عملية متقنة رفيعة المستوى أدهشت العالم وأطاشت عقل النظام.
وصل القاسمي إلى أفغانستان قبل تحرير كابول وهناك سطر مع اخوانه ملاحم وقصة هزيمة الاتحاد السوفيتي - صاحب أكبر واعتى الجيوش كما كان يوصف-، وهناك أسس أبو طلال مع ثلة من إخوانه «مجلة المرابطون»، أوّل مجلّة دورية سيارة تتحدّث باسم الجماعة الإسلامية.

## الانتقال لأوروبا
وبعد نشوب الفتن بين قادة الفصائل في أفغانستان، اضطرّ القاسمي إلى الرحيل، فسافر الشيخ إلى أوروبا، وطاف بعدّة بلدان باحثاً عن مأوىً لدعوته، حتّى استقرّ به المقام في دولة الدانمارك، وهناك حصل على حقّ اللجوء السياسي.
بعد المذابح التي تعرض لها المسلمون في البوسنة والهرسك على ايدي الصرب، حاول الشيخ الدخول إلى البوسنة للمشاركة في الجهاد والدفاع عن أعراض المسلمين وحرماتهم رغم مرضه:
وفي ليلة من ليالي سبتمبر من العام 1995 تم اختطاف طلعت فؤاد قاسم في «زغرب» عاصمة كرواتيا في مؤامرة دولية، تناست فيها دولا كبرى كل العهود والمواثيق التي قامت عليها، تناست القيم والمبادئ في أن تسوغ لأجهزتها خطف رجل أعزل لاجئ سياسي في جوار أوروبا.

## راجع أيضا
- محمد الظواهري
- شوقي الإسلامبولي

- الفريضة الغائبة
- توحيد الحاكمية
- أحمد سلامة مبروك
- عبد الحكيم حسان